# چمگردله وسطی
چمگردله وسطی، روستایی از توابع بخش مرکزی شهرستان پلدختر در استان لرستان ایران است. 

## جمعیت
این روستا در دهستان جایدر قرار دارد و براساس سرشماری مرکز آمار ایران در سال ۱۳۸۵، جمعیت آن ۴۳ نفر (۸خانوار) بوده‌است.